# Brangas carthaea
Brangas carthaea is een vlinder uit de familie van de Lycaenidae. De wetenschappelijke naam van de soort werd als Thecla carthaea in 1868 gepubliceerd door William Chapman Hewitson.